# Jonas Van Genechten
Jonas Van Genechten (ur. 16 września 1986 w Lobbes) – belgijski kolarz szosowy.

## Najważniejsze osiągnięcia
2007
- 1. miejsce na 1. etapie Tour du Haut-Anjou

2009
- 1. miejsce w Zellik-Galmaarden

2012
- 3. miejsce w Grand Prix Pino Cerami

2013
- 1. miejsce w Grand Prix Pino Cerami

2014
- 2. miejsce w Grand Prix Pino Cerami
- 1. miejsce na 4. etapie Tour de Pologne
- 1. miejsce w Druivenkoers Overijse
- 1. miejsce w Grand Prix de Fourmies
- 3. miejsce w Kampioenschap van Vlaanderen
- 3. miejsce w Nationale Sluitingsprijs

2015
- 1. miejsce na 2. etapie Tour de l’Eurométropole

2016
- 1. miejsce na 7. etapie Vuelta a España
- 3. miejsce w Paryż-Tours

2018
- 2. miejsce w Grote Prijs Jef Scherens
- 1. miejsce w Omloop van het Houtland